# Pieterskerk (Utrecht)
De Pieterskerk is een van de oudste kerken van de Nederlandse stad Utrecht. In 1039 werd begonnen met de bouw ervan en op 1 mei 1048 werd de Pieterskerk door bisschop Bernold ingewijd, hoewel de - niet meer bestaande - westtorens waarschijnlijk pas een eeuw later gereed kwamen. De kerk vormde de oostpunt van het Utrechtse "Kerkenkruis", waarvan de Domkerk het middelpunt was (al zijn van een vooropgezet plan voor dit kerkenkruis geen schriftelijke bronnen gevonden). Karakteristiek voor deze romaanse kerk zijn de grote zuilen in het schip, gehouwen uit één stuk rode zandsteen, en de crypte onder het koor. Tegenwoordig is de Pieterskerk in gebruik als Waalse Kerk.

## Geschiedenis
De Pieterskerk was een kapittelkerk, hetgeen betekent dat deze niet bedoeld was voor gewone burgers, zoals de parochiekerken (bijvoorbeeld de Buurkerk), maar voor een gemeenschap van kanunniken, die in een afgesloten, opzichzelfstaande enclave woonden waar de wereldlijke overheid niets in te brengen had. Het gehele Pieterskerkhof maakte deel uit van deze immuniteit, die werd omgeven door de Kromme Nieuwegracht. Aan de westzijde grensde de immuniteit van Sint-Pieter aan die van Oudmunster (Sint-Salvatorkerk) en de grens kende een sloot ter hoogte van Achter Sint Pieter. Er waren in Utrecht vijf kapittels; zij waren verbonden aan de Dom, de Pieterskerk, de Janskerk, de Sint-Salvatorkerk en de Mariakerk (de laatste twee zijn verdwenen). Aan het kapittel van de Pieterskerk waren dertig kanunniken verbonden.
In 1076 was de Pieterskerk een moment het toneel van wereldpolitiek, met een slechte afloop. Tijdens de Investituurstrijd had paus Gregorius VII koning Hendrik IV in de ban gedaan. Het bericht bereikte de koning toen hij op bezoek was in Utrecht om het paasfeest te vieren. Op diens verzoek sprak bisschop Willem voor het altaar van de Pieterskerk de banvloek uit over de paus. Nog dezelfde avond sloeg als een godsoordeel de bliksem in de kerk, waarop een brand uitbrak die de kerk beschadigde. Ook in 1148 en 1279 werd de Pieterskerk door brand geteisterd.
Hoewel de kerk in de loop van de tijd veranderingen heeft ondergaan, is het de meest compleet bewaarde romaanse kerk in Utrecht. De iets jongere Janskerk was oorspronkelijk vrijwel identiek (hoewel kleiner), maar werd in gotische stijl vergroot met een nieuw koor, terwijl bij de Pieterskerk het romaanse koor rond 1370 slechts aan de gotische stijl werd aangepast door kruisribgewelven aan te brengen en de vensters tot spitsbogen uit te hakken. Daarnaast werd rond 1300 de romaanse kapel ten zuiden van het koor door de grotere Dekenkapel in gotische stijl vervangen.
De belangrijkste verandering van de Pieterskerk is het verlies van de meest westelijke travee en de twee bijbehorende torens; dit deel van de kerk werd beschadigd bij de tornado in 1674 die ook het schip van de Domkerk verwoestte, en vervolgens afgebroken. Bij deze gelegenheid werden ook de topgevels van het dwarsschip en de romaanse kruisgang gesloopt. Met de opbrengst van de verkochte materialen werd het herstel van de rest van de kerk bekostigd. De ingekorte kerk werd nu afgesloten met een nieuwe westgevel in eenvoudige renaissancestijl naar ontwerp van stadsarchitect Gijsbert van Vianen. Op de viering werd een koepeltorentje gebouwd waarin een ongesigneerde en aan Willam Butendiic toegeschreven klok uit 1435 werd gehangen, afkomstig uit een van de afgebroken torens.
De Pieterskerk viel in 1580 ten offer aan de Beeldenstorm. Na de Reformatie bestonden er plannen voor afbraak, maar die werden verhinderd door protesten van families die grafkelders in de kerk bezaten. De kerk werd toen jarenlang gebruikt als kazerne. Het koor werd van de rest van de kerk afgescheiden en in 1621 ingericht als snijkamer van de latere universiteit. In 1625 kwam de Pieterskerk in gebruik bij de Engelse gemeente en in 1656 aan de Waalse gemeente. Een grootscheepse restauratie van de Pieterskerk had plaats van 1954 tot 1970. Hierbij werd een nieuw orgel gebouwd tegen de westgevel van de kerk.

## Bezienswaardigheden
In de Pieterskerk zijn verschillende interessante bezienswaardigheden.
- Vier zandstenen reliëfs die tot de belangrijkste romaanse beeldhouwwerken in Nederland behoren. Zij zijn in 1965 tijdens de restauratie onder de vloer teruggevonden[1] en op hun oorspronkelijke plaats, aan weerszijden van de trap op de scheiding van viering en koor aangebracht. Zij stellen links de Kruisiging en Pilatus voor, en rechts een engel op het geopende graf van Christus en drie naderende vrouwen. De reliëfs werden waarschijnlijk rond 1150 in de Maasstreek vervaardigd (Heimo-atelier) en vertonen verwantschap met beeldhouwwerk in de Onze-Lieve-Vrouwebasiliek in Maastricht.
- Een beschilderd graf uit de veertiende eeuw, opgesteld onder het orgel.
- Epitafen van in de kerk begraven kanunniken. Ondanks de woelige geschiedenis van de kerk zijn er zo'n 22 bewaard, meestal in geschonden staat.
- Een altaarstuk uit 1554 van een onbekende schilder, opgesteld in de Dekenkapel.
- Verschillende muurschilderingen, waaronder een twaalfde-eeuwse romaanse schildering op het apsisgewelf van het noordelijke zijkoor, die Christus in een dubbele mandorla voorstelt.
- Zeer fraaie crypte uit de bouwtijd, met gebeeldhouwde zuiltjes. In de crypte is de sarcofaag van bisschop Bernold opgesteld, die in 1952 in de kerk is opgegraven.

## Galerij

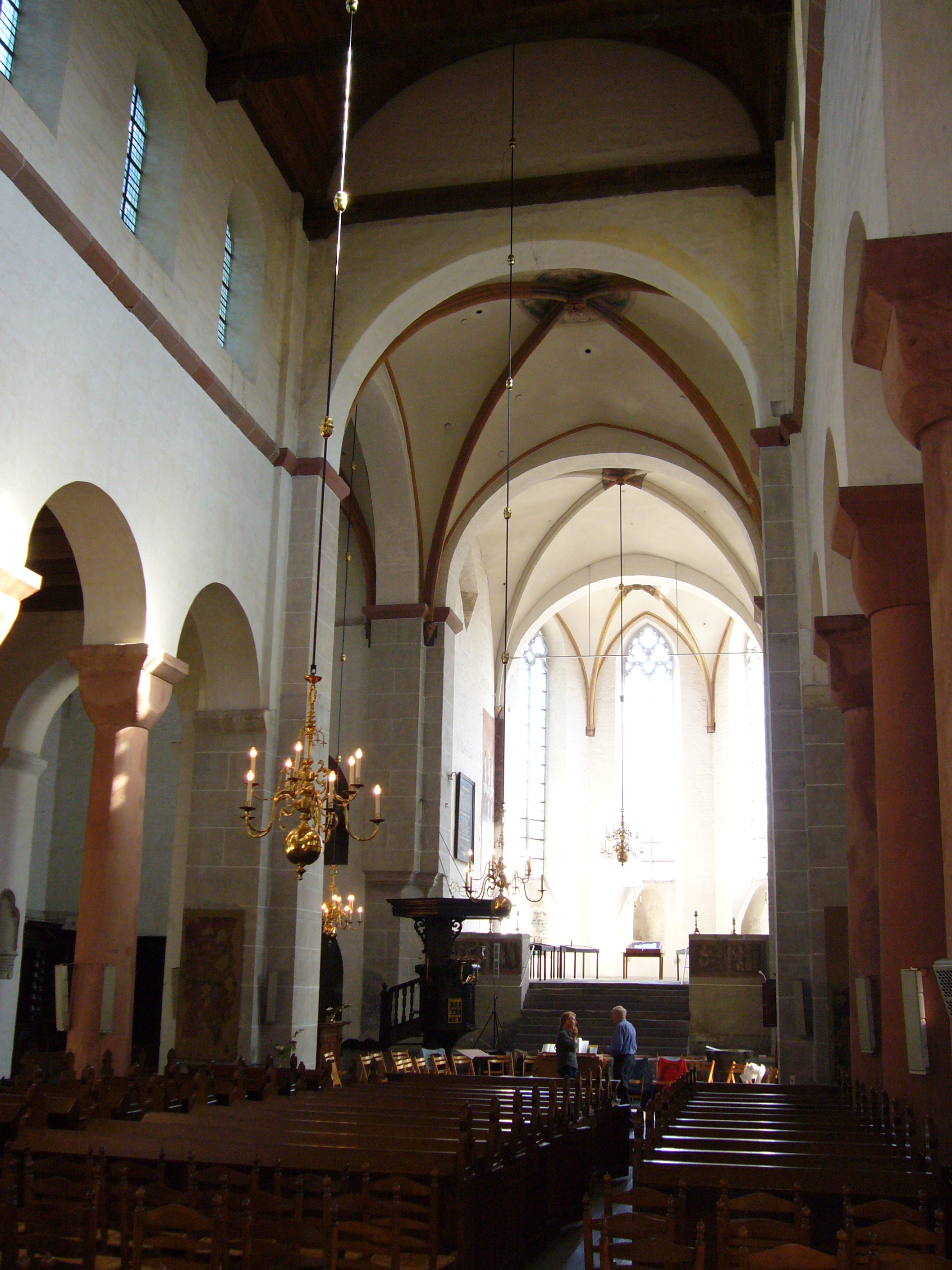
Interieur van de Pieterskerk
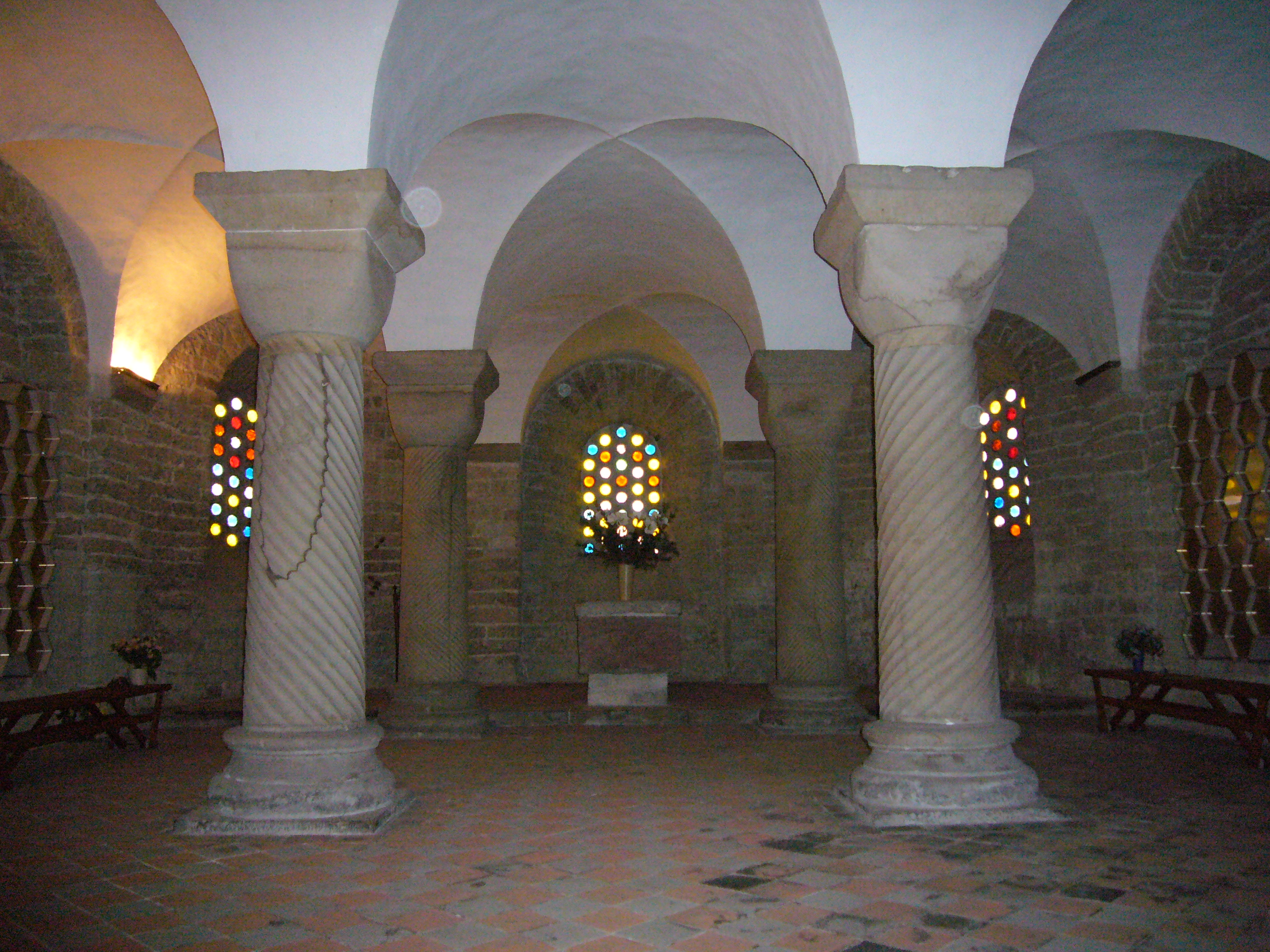
Crypte van de Pieterskerk
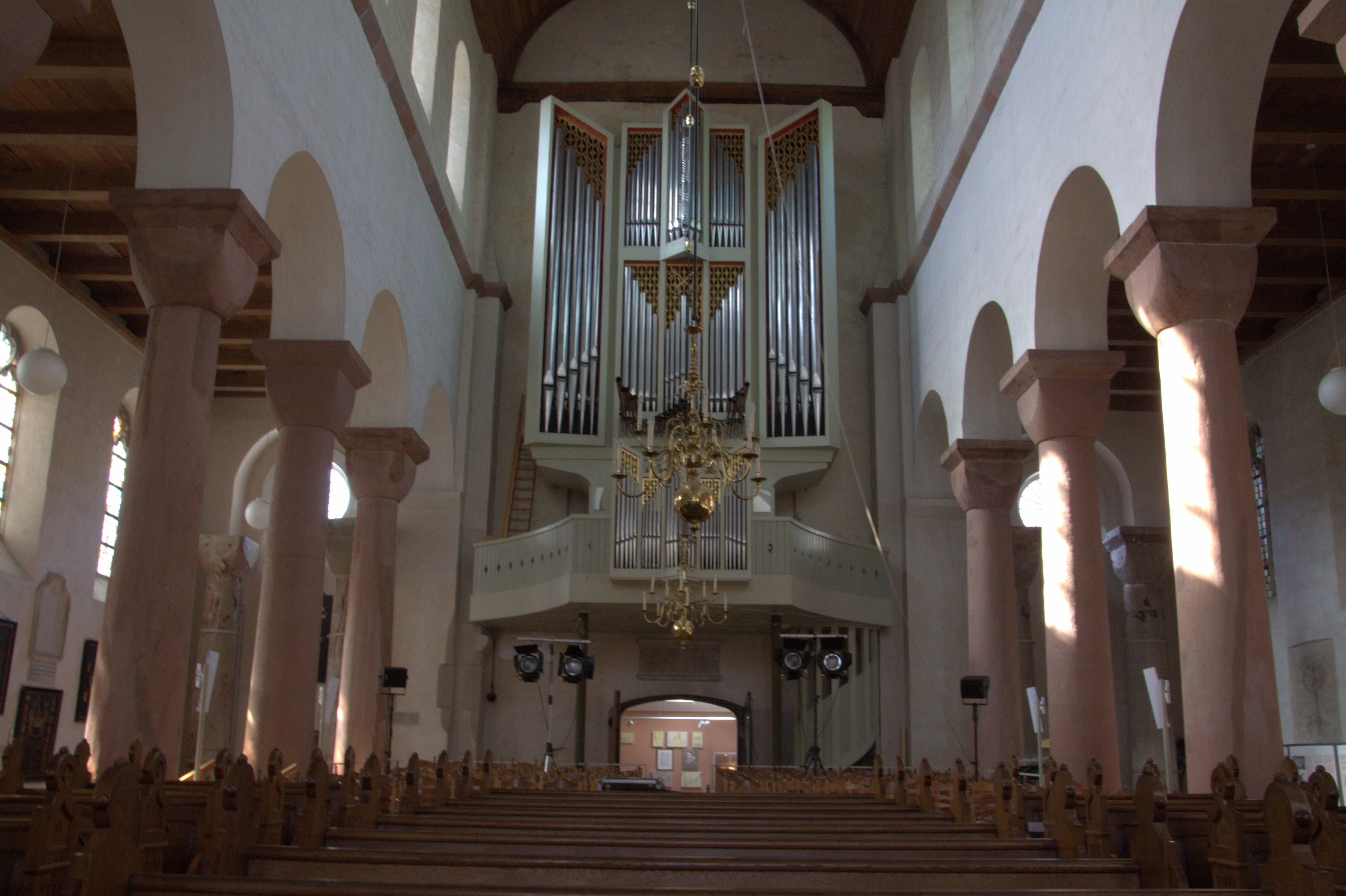
Het orgel van de Pieterskerk
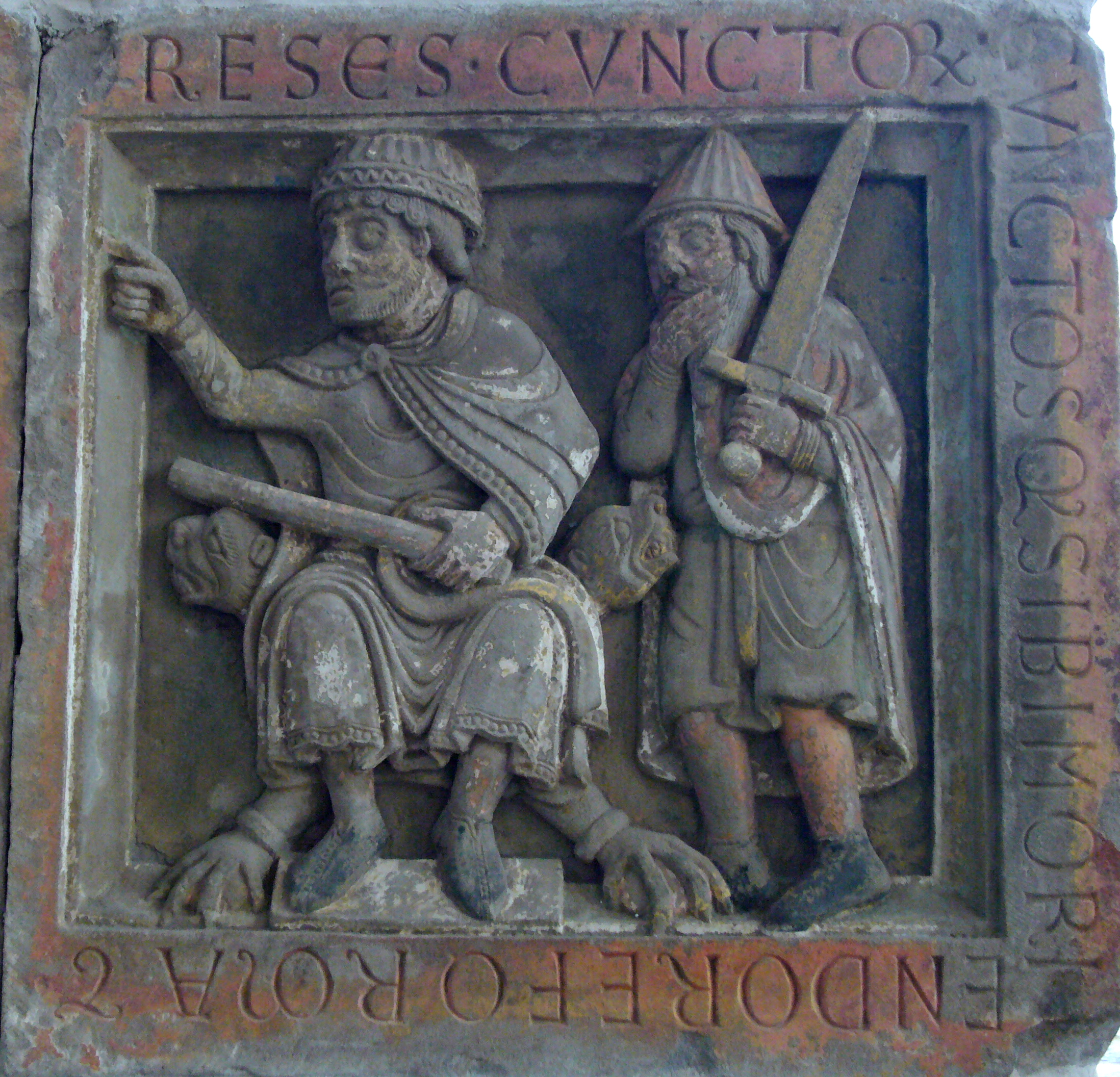
Een van de romaanse reliëfs in de Pieterskerk